# Eltoprazin
Eltoprazin (DU-28,853) je lek iz fenilpiperazinske klase. On je antiagresivni agens. Eltoprazin deluje kao agonist na  i  receptorima i kao antagonist na  receptor. On je blisko srodan sa fluprazinom i batoprazinom, koji imaju slično dejstvo.